# Stavningskontroll
I programvara är en stavningskontroll en programvarufunktion som söker efter felstavningar i en text. Stavningskontrollfunktioner är ofta inbäddade i programvara eller tjänster, till exempel en ordbehandlare, e-postklient, elektronisk ordbok eller sökmotor. De kan också vara tilläggsfunktioner för till exempel en webbläsare eller tangentbordsapplikation för smartmobiler.